# BAP Almirante Grau (FM-53)
El BAP Almirante Grau (FM-53), ex-BAP Montero (FM-53) es una fragata lanzamisiles que construyó el Perú para su Marina de Guerra, entre finales de la década de los años 1970 e inicios de la década de los años 1980. Es una de las ocho fragatas lanzamisiles Clase Lupo con que cuenta la Flota Naval del Pacífico de la Marina de Guerra del Perú.
Su construcción para la marina peruana se inició en 1978 y concluyó en 1982 en los astilleros de los Servicios Industriales de la Marina, en el Perú y su alistaminento fue completado en el mismo astillero en el puerto del Callao, con mano de obra y tecnología peruana.
El pabellón peruano fue afirmado a bordo en este moderno buque de guerra en 1984, incorporándose inmediatamente a la escuadra peruana en el Mar de Grau.
Desplaza 2208 toneladas y tiene una velocidad de 35 nudos. Su armamento consiste de artillería convencional y de misiles.
El 26 de septiembre de 2017 fue rebautizada como BAP Almirante Grau, siendo denominada anteriormente como BAP Montero, en homenaje al contralmirante AP Lizardo Montero Flores, héroe de la guerra del Pacífico, que combatió al ejército chileno como comandante en jefe del I Ejército del Sur, en la batalla del Alto de la Alianza (Tacna), el 26 de mayo de 1880. Fue Presidente de la República del Perú entre los años 1881 y 1883.
La unidad integró el ejercicio combinado UNITAS en Argentina durante el año 2003.

## Unidades de la Clase Carvajal
La Clase Carvajal, está compuesta por los siguientes navíos:
- Fragata BAP Almirante Grau (FM-53)
- Fragata BAP Villavisencio (FM-52)
- Fragata BAP Mariátegui (FM-54)
- Patrullera oceánica BAP Guardiamarina San Martín (PO-201)